# Heinrich Hoffmann (Jagdflieger)
Heinrich Hoffmann (* 8. März 1913 in Worms; † nach dem 3. Oktober 1941 in Russland) war ein deutscher Jagdflieger, der erste Unteroffizier der Wehrmacht, der mit dem Eichenlaub zum Ritterkreuz ausgezeichnet wurde, und der erste Soldat überhaupt, der diese Auszeichnung posthum erhielt.

## Militärische Laufbahn
Heinrich Hoffmann erwarb die Flugzeugführerlizenz bereits während seiner Dienstzeit vor dem Krieg, die er als Unteroffizier der Reserve abschloss. Bei der Mobilmachung Ende August 1939 wurde er wieder zur Luftwaffe einberufen und zum Jagdflieger ausgebildet. Am 18. Mai 1940 wurde er, bereits 1939 zum Feldwebel befördert, zur 3. Staffel des Jagdgeschwaders 77 (JG 77) versetzt. Während der Luftschlacht um England errang Hoffmann, von der Geschwaderbasis in Norwegen aus fliegend, am 7. September 1940 seinen ersten Luftsieg, seinen einzigen über England, als er eine Spitfire der Royal Air Force abschoss.
Am 21. November 1940 wurde die I. Gruppe des JG 77 (I./JG 77) in Marquise (zwischen Calais und Boulogne-sur-Mer) als IV./JG 51 in das Jagdgeschwader 51 eingegliedert. Hoffmanns Staffel wurde die 12./JG 51. Von Dezember 1940 bis Februar 1941 wurde das Geschwader in Mannheim-Sandhofen vollständig aufgefrischt, um dann bis Anfang Juni wieder an der Kanalküste zu liegen. Im Juni 1941 wurde das Geschwader in die Gegend von Siedlce (Polen) verlegt und nahm von dort aus am deutschen Angriff auf die Sowjetunion (Unternehmen Barbarossa) teil. Während des deutschen Vordringens nach Osten erzielte Hoffmann, der in dieser Zeit zum Oberfeldwebel befördert wurde, 61 seiner Abschüsse zwischen dem 23. Juni und dem 30. September 1941: sechs im Juni, 20 im Juli, 19 im August und 16 im September. Am 10. Juli 1941 erhielt er die II. Klasse des Eisernen Kreuzes und am 28. Juli 1941 wurde er mit der I. Klasse ausgezeichnet. Nach seinem 40. Luftsieg, den er am 12. August erzielte, wurde er mit dem Ritterkreuz des Eisernen Kreuzes ausgezeichnet. In dieser Zeit flog Hoffmann häufig als Rottenflieger mit Heinz Bär, der das Ritterkreuz am 2. Juli 1941 erhielt und mit insgesamt 220 Luftsiegen einer der erfolgreichsten Jagdpiloten des Zweiten Weltkriegs wurde.
Am 16. September hatte Hoffmann fünf Abschüsse, am 17. noch einmal zwei. Am Morgen des 3. Oktober 1941 errang er seinen letzten Luftsieg. Am gleichen Tag kam seine Messerschmitt Bf 109 F-2 nach einem Luftkampf in den frühen Abendstunden mit mehreren sowjetischen Schlachtflugzeugen vom Typ Iljuschin Il-2 „Schturmowik“ nicht nach Schatalowo, etwa 50 km südöstlich von Smolensk, zurück. Hoffmann hatte auf feindlichem Gebiet notlanden müssen und wurde dabei von sowjetischen Soldaten gefangen genommen. Er gilt seit diesem Zeitpunkt als vermisst. Der sowjetische Oberleutnant Sergejew, Pilot im 233. IAP (233. Jagdflieger-Regiment), meldete an diesem Abend seinen ersten Luftsieg im Raum Jelnja, wo Hoffmann zuletzt gesehen wurde, und wird daher als für den Abschuss Hoffmanns verantwortlicher Pilot betrachtet.
Hoffmann errang bei insgesamt 261 Feindflügen 63 Luftsiege und zählte bei seinem Tod zu den bis dahin erfolgreichsten deutschen Jagdfliegern. Er wurde posthum am 19. Oktober 1941 mit dem Eichenlaub zum Ritterkreuz des Eisernen Kreuzes ausgezeichnet. Er war der 36. Empfänger insgesamt, der erste Unteroffizier, der diese Auszeichnung erhielt, und der erste Soldat überhaupt, der sie posthum erhielt.